# Vlag van Nieuw- en Sint Joosland

Vlag van Nieuw- en Sint Joosland
(1938-1966)

De vlag van Nieuw- en Sint Joosland werd nimmer officieel vastgesteld als gemeentelijke vlag van de gemeente Nieuw- en Sint Joosland in de Nederlandse provincie Zeeland, maar werd wel als zodanig gebruikt. De beschrijving luidt: 
Vier banen van gelijke hoogte van geel, rood, blauw en wit, met in het kanton het gemeentewapen.
Deze vlag was in 1938 een van de defileervlaggen ter gelegenheid van het defilé in Amsterdam, gehouden ter ere van het veertigjarig regeringsjubileum van koningin Wilhelmina.
In 1 juli 1966 ging Nieuw- en Sint Joosland op in de gemeente Middelburg. De vlag is daardoor definitief komen te vervallen als gemeentevlag.

## Verwante afbeelding

Het wapen van Nieuw- en Sint Joosland

Aardenburg 
· Arnemuiden 
· Axel 
· Baarland 
· Biervliet 
· Biggekerke 
· Borssele 
· Breskens 
· Brouwershaven 
· Bruinisse 
· Burgh 
· Domburg 
· Dreischor 
· Driewegen 
· Duiveland 
· Ellewoutsdijk 
· 's-Gravenpolder 
· Groede 
· Haamstede 
· 's-Heer Abtskerke 
· 's-Heer Arendskerke 
· Hoedekenskerke 
· Hontenisse 
· IJzendijke 
· Kloetinge 
· Kortgene 
· Koudekerke 
· Krabbendijke 
· Kruiningen 
· Mariekerke 
· Meliskerke 
· Middenschouwen 
· Nieuw- en Sint Joosland 
· Nisse 
· Noordgouwe 
· Oostburg 
· Oostkapelle 
· Oud-Vossemeer 
· Oudelande 
· Ovezande 
· Poortvliet 
· Retranchement 
· Rilland-Bath 
· Ritthem 
· Sas van Gent 
· Scherpenisse 
· Schoondijke 
· Sint-Annaland 
· Sint Jansteen 
· Sint-Maartensdijk 
· Sint Philipsland 
· Sluis 
· Sluis-Aardenburg 
· Stavenisse 
· Valkenisse 
· Vogelwaarde 
· Waarde 
· Waterlandkerkje 
· Wemeldinge 
· Westdorpe 
· Westerschouwen 
· Westkapelle 
· Wissenkerke 
· Wolphaartsdijk 
· Zaamslag 
· Zierikzee 
· Zuiddorpe 
· Zuidzande